# Argentina 2–1 Inglaterra (Copa do Mundo de 1986)
Argentina 2 x 1 Inglaterra foi uma histórica partida de futebol válida pelas quartas de finais da Copa do Mundo do México de 1986.
Em seu livro "Os 50 maiores jogos das Copas do Mundo", o jornalista esportivo Paulo Vinícius Coelho ranqueou esta partida de futebol entre argentinos x ingleses como a 11ª mais importante partida das história das Copas.

## Pré-jogo

### Rivalidade histórica entre os países
Entre 2 de abril e 14 de junho de 1982, Argentina e Inglaterra travaram uma sangrenta batalha pela posse dos arquipélagos austrais das Malvinas, num conflito que ficou mundialmente conhecido como a Guerra das Malvinas. Além disso, a rixa entre ambos também era visível no futebol desde 1966, na Copa do Mundo realizada na terra da Rainha. Naquela partida, além da troca de palavrões de ambas equipes durante o jogo, o jogador argentino Rattín zombou da bandeira inglesa no escanteio e sentou no tapete vermelho exclusivo da Rainha, acirando assim a rivalidade futebolística entre os 2 países.
Com o choque confirmado entre argentinos e ingleses, a comissão organizadora da Copa e o governo mexicano trataram de reforçar a segurança do estádio Azteca antes, durante e depois do jogo. Dezenas de militares foram escalados para garantir a proteção dos mais de 110 mil torcedores dentro e fora do estádio. Porém, mesmo com este forte esquema de segurança, antes mesmo de a partida começar já havia relatos de confrontos. Torcedores argentinos adeptos das Barras Bravas participaram de brigas contra os Hooligans ingleses. Na chegada ao estádio eram visíveis alguns cartazes com dizeres como “Las Malvinas son Argentinas”.
| “ | “Em 1986, vencer aquele jogo contra a Inglaterra era o suficiente. Vencer a Copa do Mundo era secundário para nós. Bater a Inglaterra era nosso verdadeiro objetivo”. | ” |

### A camisa argentina
Para esta Copa, um uniforme mais leve, com tecnologia chamada de Air-Tech, foi levado pela seleção argentina. No entanto, só a primeira camisa, alviceleste, tinha esta tecnologia. Contra o Uruguai, nas oitavas de final, a equipe teve que jogar com seu segundo uniforme, uma camisa azul-marinho de algodão. Com o andar do jogo e o suor dos jogadores, a camisa ficou pesadíssima, e este fato preocupou o técnico Carlos Bilardo.
Para o jogo seguinte, outra vez seria preciso usar o uniforme reserva, já que a Inglaterra ganhou no sorteio o direito de usar sua camisa branca.
Consultada, a Le Coq Sportif avisou que não daria tempo de produzir o modelo reserva com a tecnologia do principal.
Assim, a Argentina enfrentaria a Inglaterra ao meio-dia na Cidade do México, com aquela camisa de algodão. No pensamento do técnico, certamente a camisa ficaria mais pesada, podendo atrapalhar os jogadores. Segundo Bilardo, seria quase uma "armadura".
| “ | "As camisas eram muito pesadas para o enorme calor. Na primeira fase, jogávamos às 12h (horário local), no final da primavera mexicana, sob um sol terrível. A azul que usamos contra o Uruguai, nas oitavas de final, era muito quente (embora o jogo tivesse sido às 16h). Os jogadores ficaram suados muito rápido". | ” |

Como a fornecedora de materiais (a empresa francesa Le Coq Sportif) disse que fabricar esta camisa em 3 dias seria impossível, um colaborador da delegação argentina teve que rodar por diversas lojas de esporte da capital mexicana para encontrar um novo uniforme que fosse mais leve. Ele retornou à concentração com dois modelos azuis, que foram pesados. Ninguém se decidiu, até que o craque do time, Maradona, apareceu no local, olhou para uma delas e falou: "Que linda esta camisa. Com ela ganharemos da Inglaterra". Depois disso, foram encomendadas 38 delas, e preparadas manualmente para o jogo.
Assim, a argentina foi a campo com uma camisa com dois tons de azul escuro, um estranho escudo da AFA (Associação do Futebol Argentino) bordado no peito e grandes números prateados nas costas. O escudo da AFA foi feito por um desenhista, costureiras fizeram toda a bordagem deles, além de fixarem, na parte de trás das camisas, os números prateados, usados nos jogos de futebol americano, com ferros de passar.

Capa do jornal argentino El Gráfico, sobre a vitória da Albiceleste contra a Inglaterra.

### Incidentes entre as torcidas
Segundo relatos do jornal argentino "Clarín", horas antes do jogo, torcedores dos 2 países entraram em conflito em ruas da Cidade do México e nas redondezas do estádio. Como resultado, muitos hooligans foram hospitalizados, e algumas bandeiras inglesas foram roubadas pelos barra bravas argentinos. Estas bandeiras podem ser vistas sendo exibidas como troféu pelos torcedores do Boca Juniors em jogos da equipe.

## O jogo
Foi com este cenário que as 2 equipes entrariam em campo. Assim, com o estádio lotado, aquela partida seria o cenário ideal para a Argentina dar o troco nos ingleses.
| “ | "Quando nós entramos em campo, sabíamos das dificuldades. No entanto, pedi para os companheiros jogarem naquela partida o seu melhor futebol. Que ali, não estávamos nos vingando, mas representando todo o povo argentino, e principalmente as famílias que tiveram de alguma forma prejuízos com essa guerra maldita." | ” |

Embora o clima fosse de tensão e também de beleza pelo público contagiante no ensolarado Azteca, os jogadores começaram a partida sem faltas ríspidas ou provocações, com a Argentina mantendo a posse de bola e dominando as ações iniciais. Apesar do bom futebol de ambas equipes, o primeiro tempo terminou mesmo 0 x 0.
No segundo tempo, dois lances que entraram para a história do futebol.
Logo aos 6 minutos, Maradona marcou, de mão (naquele que ficou conhecido como "La Mano de Dios"), o primeiro gol argentino. Após a bola entrar no gol, Maradona saiu comemorando timidamente e de olho no juiz. Ele percebeu que ninguém de seu time veio ao seu encontro e chamou os colegas: “Vamos, me abracem, ou o árbitro não vai validar o gol!”

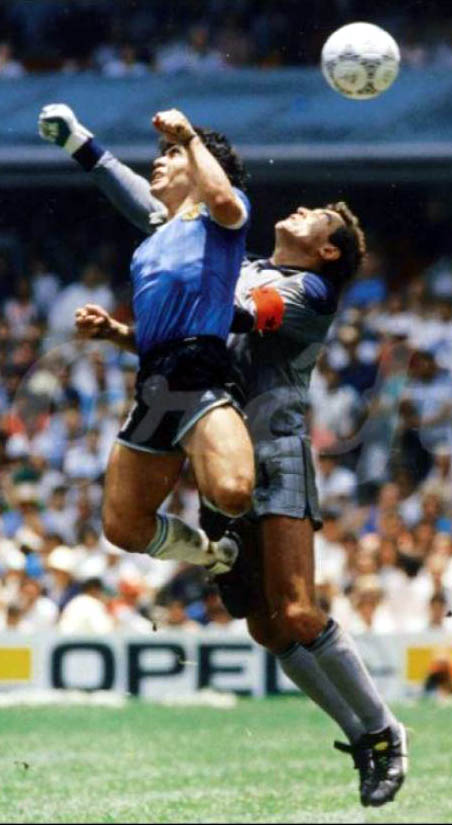
Diego Maradona fazendo seu primeiro gol com "La Mano de Dios"

Mesmo com a revolta dos ingleses, o gol não foi anulado. 1 x 0 para os Argentinos.
4 minutos depois, outro lance histórico. Após arrancar do meio-de-campo e passar por 6 adversários, Maradona fez 2 x 0 para a Argentina, com o chamado Gol do Século.
| “ | "É o maior gol da história das Copas pelo contexto histórico, já que a Guerra das Malvinas tinha acontecido anos antes. Era um jogo muito esperado. Os ingleses e argentinos queriam o jogo. Era em um estádio histórico, o Azteca, final da Copa de 1970. Maradona consegue ser o autor do gol mais bonito e do mais polêmico, de mão." | ” |

Se o La Mano de Dios havia provocado a indignação da seleção inglesa, o Gol do Século acabou ofuscando a controvérsia. O artilheiro da competição, Gary Lineker, garantiu que pela primeira vez na carreira teve vontade de aplaudir o gol de um adversário.
Com 2 a 0 no placar, a Argentina passou a jogar com mais precaução na defesa e a Inglaterra dominou as ações ofensivas. Aos 31´, o técnico Bobby Robson colocou a Inglaterra totalmente no ataque ao trocar Steven pelo jovem e habilidoso Barnes. O ponta rapidamente mostrou a que veio e, aos 36´, fez uma boa jogada pela esquerda e cruzou na medida para Lineker diminuir a desvantagem e anotar seu sexto gol na Copa (2 x 1 Argentina, faltando apenas 9 minutos).
Logo na saída de bola, a Argentina ainda meteria uma bola na trave, após Maradona deixar Carlos Tapia na cara do gol. Mas o jogo já estava decididido. Com "a mão de Deus, e o pé do capeta", Maradona decretou: 2 x 1 para a Argentina, e fim de papo.
| “ | "Quando chegamos ao vestiário, o Diego me pediu desculpas por não ter passado a bola para mim, que vinha acompanhando a jogada pelo outro lado. Tive de xingá-lo! Senti que estava me desrespeitando como futebolista. Além de ter feito tudo o que fez, ainda teve tempo de me ver? Simplesmente impossível, só mesmo um jogador daquela classe para fazer isso." | ” |

## Detalhes
| 22 de Junho de 1986 | Argentina         | 2–1       | Inglaterra  | Estadio Azteca, Cidade do México         |
| 12h00 UTC-6         | Maradona 51', 55' | Relatório | Lineker 81' | Público: 114,580 Árbitro: Ali Bin Nasser |

|  | Argentina |  | Inglaterra |  |

| GK             | 18 | Nery Pumpido         |
| DF             | 5  | José Luis Brown      |
| DF             | 9  | Jose Cuciuffo        |
| DF             | 19 | Oscar Ruggeri        |
| MF             | 2  | Sergio Batista 60'   |
| MF             | 7  | Jorge Burruchaga 75' |
| MF             | 10 | Diego Maradona       |
| MF             | 12 | Héctor Enrique       |
| MF             | 14 | Ricardo Giusti       |
| MF             | 16 | Julio Olarticoechea  |
| FW             | 11 | Jorge Valdano        |
| Reservas:      |    |                      |
| FW             | 1  | Sergio Almirón       |
| MF             | 3  | Ricardo Bochini      |
| FW             | 4  | Claudio Borghi       |
| DF             | 6  | Daniel Passarella    |
| DF             | 8  | Néstor Clausen       |
| DF             | 13 | Oscar Garré          |
| GK             | 15 | Luis Islas           |
| FW             | 17 | Pedro Pasculli       |
| MF             | 20 | Carlos Tapia 75'     |
| MF             | 21 | Marcelo Trobbiani    |
| GK             | 22 | Héctor Zelada        |
| Técnico        |    |                      |
| Carlos Bilardo |    |                      |

| GK           | 1  | Peter Shilton     |
| DF           | 2  | Gary Stevens      |
| DF           | 3  | Kenny Sansom      |
| DF           | 14 | Terry Fenwick 9'  |
| DF           | 6  | Terry Butcher     |
| MF           | 4  | Glenn Hoddle      |
| MF           | 16 | Peter Reid 69'    |
| MF           | 17 | Trevor Steven 74' |
| MF           | 18 | Steve Hodge       |
| FW           | 10 | Gary Lineker      |
| FW           | 20 | Peter Beardsley   |
| Reservas:    |    |                   |
| DF           | 5  | Alvin Martin      |
| MF           | 7  | Bryan Robson      |
| MF           | 8  | Ray Wilkins       |
| MF           | 9  | Mark Hateley      |
| FW           | 11 | Chris Waddle 69'  |
| DF           | 12 | Viv Anderson      |
| GK           | 13 | Chris Woods       |
| DF           | 15 | Gary A. Stevens   |
| FW           | 19 | John Barnes 74'   |
| FW           | 21 | Kerry Dixon       |
| GK           | 22 | Gary Bailey       |
| Técnico      |    |                   |
| Bobby Robson |    |                   |

| Árbitros Assistentes: Berny Ulloa Morera Bogdan Dotchev |